# Marinomonas pontica
 (mars 2024).
Espèce
Marinomonas pontica est une espèce de bactéries gram-négatives de la famille des Oceanospirillaceae isolée dans la réserve naturelle de Karadag en Mer noire. 

## Historique
Les souches qui ont permis de définir cette espèce ont été isolée en Mer Noire, dans la Réserve naturelle de Karadag situé dans l'est de la Crimée. L'espèce a été décrite par une équipe multidisciplinaire de l'université technologique de Swinburne (Australie), de l'institut de microbiologie et de virologie de l'académie des sciences d'Ukraine, de l'université de Nice Sophia-Antipolis, et de l'institut de microbiologie de l'académie des sciences de Moscou (Russie).

## Description
Ce sont des bactéries à coloration de Gram négative, aérobies et dotées d'un flagelle polaire unique.

## Taxonomie
Le nom correct complet (avec auteur) de ce taxon est Marinomonas pontica Ivanova et al., 2005. L'article de description est publié en janvier 2005 et le nom de cette nouvelle espèce est validé par publication dans IJSEM en mai de la même année. 
Cette espèce a été décrite par Elena P. Ivanova (d), Olga M. Onyshchenko (d), Richard Christen (d), Anatoly M. Lysenko (d), Natalia V. Zhukova (d), Ludmila S. Shevchenko (d) et Elena A. Kiprianova (d).

### Étymologie
L'étymologie du nom de cette espèce est la suivante : pon.ti’ca. N.L. fem. adj. pontica, dérivé du grec ancien Εὔξεινος Πόντος, Eúxeinos Póntos, « la mer sombre », désormais « la mer Noire » dont l'ancien nom était Pont-Euxin.